# Microcephalops damasi
Microcephalops damasi är en tvåvingeart som först beskrevs av Hardy 1950.  Microcephalops damasi ingår i släktet Microcephalops och familjen ögonflugor. Inga underarter finns listade i Catalogue of Life.